# Bora (seriál)
Bora (s podtitulem Dovolená, na kterou se nezapomíná) je česko-slovenská koprodukční minisérie o šesti dílech z roku 2025. Detektivní komedie sledující tajné vraždění strážce majáku pro platformu Oneplay režírují Marek Najbrt a Zuzana Marianková, jež je se Zdeňkem Jecelín podepsaná pod scénářem. Role jsou obsazeny Vojtěchem Kotkem, Zuzanou Mauréry, Tomášem Maštalírem, Klárou Melíškovou, Stanislavem Majerem, Aňou Geislerovou, Janem Révaiem, Elizavetou Maximovou, Marošem Kramárem, Janou Krausovou, Ivanem Luptákem, Predragem Bjelacem a dalšími.

## Děj
Dějištěm Bory je chorvatský ostrov, který si pronajala česká agentura. Pro skupinu Čechů a Slováků (přítomní se navzájem neznají) tam pořádá speciální kurz Setkání se smrtí. V ten čas ostrov na Jadranu zasáhne silná bouře, hnaná stejnojmenným orkánem; desítku kurzistů s jejich vedoucím odstřihne divoké moře od okolního světa, načež začne ve skupině narůstat napětí, objeví se konflikty a přiblíží nečekané zvraty děje.

## Obsazení
| Jan Révai           | Chail               |
| Stanislav Majer     | Stanislav Koudelka  |
| Vojtěch Kotek       | Vít Samuel          |
| Zuzana Mauréry      | Širáková            |
| Tomáš Maštalír      | Roman Švehla        |
| Klára Melíšková     | Palečková           |
| Jozef Vajda         | Pavol German        |
| Elizaveta Maximová  | Janovská            |
| Daniel Fischer      | Bočkay              |
| Rostislav Novák st. | Perniš              |
| Ivan Lupták         | Šóšik               |
| Ondrej Kovaľ        | Faludsky/Bartakovič |
| Aňa Geislerová      | Eva Rešutíková      |
| Jan Kolařík         | Bagačka             |
| Richard Autner      | Halaj               |
| Maroš Kramár        | Mixtaj              |
| Jana Krausová       | Miriam Koudelková   |
| Predrag Bjelac      | Dragan              |

## Seznam dílů
| Pořadí | Původní název          | Režie                          | Scénář                           | Datum premiéry    |
| ------ | ---------------------- | ------------------------------ | -------------------------------- | ----------------- |
| 1      | Smrt vám neuteče       | Zuzana Marianková Marek Najbrt | Zuzana Marianková Zdeněk Jecelín | 13. června 2025   |
| 2      | Jeden z nás            | Zuzana Marianková Marek Najbrt | Zuzana Marianková Zdeněk Jecelín | 20. června 2025   |
| 3      | Poslední soud se blíží | Zuzana Marianková Marek Najbrt | Zuzana Marianková Zdeněk Jecelín | 27. června 2025   |
| 4      |                        | Zuzana Marianková Marek Najbrt | Zuzana Marianková Zdeněk Jecelín | 4. července 2025  |
| 5      |                        | Zuzana Marianková Marek Najbrt | Zuzana Marianková Zdeněk Jecelín | 11. července 2025 |
| 6      |                        | Zuzana Marianková Marek Najbrt | Zuzana Marianková Zdeněk Jecelín | 18. července 2025 |